# Fulbourn Fen
Fulbourn Fen är en våtmark i Storbritannien.   Den ligger i grevskapet Cambridgeshire och riksdelen England, i den sydöstra delen av landet, 80 km norr om huvudstaden London.